# Shawano County
Shawano County är ett administrativt område i delstaten Wisconsin, USA. År 2010 hade county 41 949 invånare. Den administrativa huvudorten (county seat) är Shawano. 

## Geografi
Enligt United States Census Bureau så har countyt en total area på 2 355 km². 2 311 km² av den arean är land och 44 km² är vatten. 

### Angränsande countyn
- Menominee County - nord
- Oconto County - öst
- Brown County - sydost
- Outagamie County - syd
- Waupaca County - syd
- Portage County - sydväst
- Marathon County - väst
- Langlade County - nordväst